# Mark Lenard
Mark Lenard (* 15. Oktober 1924 als Leonard Rosenson in Chicago, Illinois; † 22. November 1996 in New York City) war ein US-amerikanischer Schauspieler.

## Leben
Mark Lenard wurde als Sohn russisch-jüdischer Einwanderer geboren. Er wuchs in South Haven, Michigan auf, wo seine Eltern ein Ferien-Resort führten. Er beabsichtigte, Schriftsteller zu werden, studierte dann aber Schauspiel, da er in diesem Beruf bessere Karriereaussichten sah.
Mark Lenards Schauspielkarriere begann in New York, wo er kleinere Theater- und Fernsehauftritte hatte. So war er Mitte der 1950er Jahre in John Patricks „Hasty Heart“ und James Joyce’ „Exiles“ zu sehen. Sein Debüt am Broadway gab er 1957 in Carson McCullers’ Stück „Square Root of Wonderful“. Seine spätere Frau Ann lernte er bei Dreharbeiten kennen. Mit ihr hatte er zwei Töchter. 1965 zog Lenard mit seiner Familie nach Los Angeles um, was einem Neustart seiner beruflichen Laufbahn gleichkam. Er wirkte an Theaterproduktionen, Kinofilmen, und Fernsehserien mit. So hatte er 1965 eine kleine Nebenrolle als einer der Heiligen Drei Könige in dem Bibelfilm Die größte Geschichte aller Zeiten.
Die größte Bekanntheit erlangte er ab 1967 durch die Verkörperung des Botschafters Sarek, den Vater von Spock, in Star Trek. Diese Figur spielte er zwischen 1967 und 1991 in mehreren Star-Trek-Produktionen. Daneben spielte er zwei weitere Rollen im Star-Trek-Universum: 1966 in der Folge Spock unter Verdacht den Commander eines romulanischen Warbirds und in Star Trek: Der Film einen klingonischen Captain. Mark Lenard nahm auch an Star-Trek-Conventions teil. Auch abseits von Star Trek spielte Mark Lenard in Serien mit, so übernahm er die Rolle des Urko in der kurzlebigen Serie Planet der Affen 1974.
Lenard starb 1996 im Alter von 72 Jahren an einem multiplem Myelom.

## Filmografie (Auswahl)
- 1959–1960: Search for Tomorrow (Fernseh-Seifenoper)
- 1960: Family Classics: The Three Musketeers (Fernsehfilm)
- 1964: Preston & Preston (The Defenders; Fernsehserie, 1 Episode)
- 1964–1965: Another World (Fernsehserie)
- 1965: Die größte Geschichte aller Zeiten (The Greatest Story Ever Told)
- 1966–1970: Kobra, übernehmen Sie (Mission: Impossible; Fernsehserie, 4 Episoden)
- 1967: Das eiserne Pferd (Fernsehserie, 1 Episode)
- 1966/1967: Raumschiff Enterprise (Star Trek; Fernsehserie, 2 Episoden)
- 1968: Rauchende Colts (Gunsmoke; Fernsehserie, 1 Episode)
- 1968: Hängt ihn höher (Hang ’Em High)
- 1968–1970: Here Come the Brides (Fernsehserie, 52 Episoden)
- 1969–1977: Hawaii Fünf-Null (Hawaii Five-O; Fernsehserie, 4 Episoden)
- 1970: Im Fadenkreuz der Söldner (Noon Sunday)
- 1971: Alias Smith und Jones (Fernsehserie, 1 Episode)
- 1973: Mannix (Fernsehserie, 1 Episode)
- 1973: Outrage (Fernsehfilm)
- 1974: Planet der Affen (Planet of the Apes; Fernsehserie, 11 Episoden)
- 1976: Unsere kleine Farm (Little House on the Prairie; Fernsehserie, 1 Episode)
- 1977: Der Stadtneurotiker (Annie Hall)
- 1977: Zeit der Sehnsucht (Days of Our Lives, Fernseh-Seifenoper)
- 1978: Deine Braut gehört mir (Getting Married, Fernsehfilm)
- 1978: Greatest Heroes of the Bible (Fernsehserie, 3 Episoden)
- 1979: Star Trek: Der Film (Star Trek: The Motion Picture)
- 1979: The Secret Empire (Fernsehserie, 4 Episoden)
- 1979: Der unglaubliche Hulk (The Incredible Hulk; Fernsehserie, 1 Episode)
- 1981: Buck Rogers (Buck Rogers in the 25th Century; Fernsehserie, 2 Episoden)
- 1984: Star Trek III: Auf der Suche nach Mr. Spock (Star Trek III: The Search for Spock)
- 1986: Star Trek IV: Zurück in die Gegenwart (Star Trek IV: The Voyage Home)
- 1990: The Radicals
- 1990/1991: Raumschiff Enterprise – Das nächste Jahrhundert (Star Trek: The Next Generation; Fernsehserie, 2 Episoden)
- 1991: Star Trek VI: Das unentdeckte Land (Star Trek VI: The Undiscovered Country)
- 1993: In der Hitze der Nacht (In the Heat of the Night; Fernsehserie, 1 Episode)